# Canley Vale, New South Wales
Canley Vale este o suburbie în Sydney, Australia.